# برايان سنكلير
برايان سنكلير (بالإنجليزية: Brian Sinclair)‏ (2 أغسطس 1958 بليفربول في المملكة المتحدة - ) هو لاعب كرة قدم بريطاني في مركز الهجوم. لعب مع بورت فايل ونادي بلاكبول ونادي بوري وأشتون يونايتد ونادي كيدرمينستر هاريرز لكرة القدم وWinsford United F.C. ‏.